# Susana Solano Rodríguez
Susana Solano Rodríguez (Barcelona, 25 de juliol de 1946) és una escultora catalana. Artista de gran projecció internacional, és considerada l'hereva de la tradició escultòrica espanyola iniciada per Juli González, Jorge Oteiza o Eduardo Chillida. Ha participat en certàmens internacionals com la documenta de Kassel 8 i IX (1987 i 1992), la XIX Biennal de São Paulo (1987), l'Skulptur Projekte a Münster (1987), la Biennal de Venècia (1988 i 1993) i la Carnegie Internacional de Pittsburgh (1988).

## Biografia
Estudià a la Facultat de Belles Arts de Barcelona. En un principi es dedicà a la pintura, però als anys 1980 inicia el seu treball escultòric en tota mena de materials i, més recentment, també ha realitzat obra sobre paper i vídeo.
El 1980 va dur a terme a l'Espai 10 la seva primera exposició individual, prèvia als treballs amb forjat industrial que li proporcionarien un enorme èxit de crítica al cap d'uns anys. Va exposar una sèrie de peces de fusta, definides per una forma singular de recollir la llum en volumetries que derivaven de les seves vetes, i unes lones frunzides monumentals que penjaven de les parets com masses de plecs i volums inflats. Les seves estructures minimalistes, concentrades i introspectives, van adquirir una importància fonamental al llarg dels anys vuitanta com a emblema de la nova escultura espanyola, en paral·lel al desenvolupament coetani de la nova escultura britànica. A més de ser present a les col·leccions públiques i privades més importants de l'Estat espanyol, va ser Premi Nacional d'Arts Plàstiques el 1988, va participar en les edicions del 1987 i el 1992 de la Documenta de Kassel, a les Biennals de Venècia del 1988 i el 1993 i, des del 1987, disposa d'una obra pública permanent a la ciutat de Münster, fruit de la seva participació d'aquell any en l'«Sculpture Project», la convocatòria mundial més important en el seu gènere.

## Obra
En les seves primeres obres s'observa una clara influència de Constantin Brâncuşi i del postminimalisme. El 1984-1985 comença a utilitzar tècniques de forjat industrial, posteriorment ha anat realitzant obres en altres dimensions: estructures tancades en recintes arquitectònics, gàbies obertes minimalistes, estructures tubulars que abracen objectes…, sovint recorrent a formes pròpies de la natura o la vida domèstica i utilitzant materials com el ferro i el vímet per a expressar els seus suggeriments, sensacions i records, i sobretot per explorar la relació entre l'artista i l'espai i els materials.
Ha sigut premiada amb el Premio Nacional de Artes Plásticas el 1988 i el Premio CEOE a las artes (1996). L'any 2005 li fou concedit el premi honorífic GAC - Fundació Banc Sabadell. Fou seleccionada per l'Skulptur Projekte de Münster de 1987 i per la Documenta de Kassel del mateix any i de 1992. El 1987 també va participar en la XIX Biennal Internacional de São Paulo, i l'any següent la seva obra es va poder contemplar al Carnegie International de Pittsburgh i a la Biennal de Venècia, on participà per segona vegada l'any 1993. La primera exposició retrospectiva del seu treball tingué lloc al Museu Reina Sofia l'any 1992, i a partir de llavors ha exposat en múltiples indrets d'Europa, Amèrica i Àsia. L'any 2004 la Fundació Suñol va oferir a Barcelona l'exposició Vol rasant.
D'altra banda, ha col·laborat amb arquitectes, en diverses ocasions, per projectes d'exterior: José Acebillo, Ignacio Linazasoro, Hans Hollein, Ignasi Sánchez Domènech, Rafael Moneo, Francisco Torres, Javier Romero i Guillermo Vázquez Consuegra.

## Exposicions destacades
Selecció d'exposicions individuals:
- 1980. Espai 10 (Fundació Joan Miró) Escultures i dibuixos
- 1984. En tres dimensiones Col·lectiva
- 1987. Galerie des Arènes i Chapelle des Jésuite, Nimes, i CAPC, Bordeus; Skulptur Projekte, Westfalisches Landesmuseum, Münster
- 1988. Bonnefantenmueum, Maastricht
- 1989. Städisches Museum, Abteiberg, Mönchengladbach i Hirshhorn Museum, Washington DC
- 1991. SFMOMA, San Francisco
- 1992. Palacio de Velázquez, MNCARS, Madrid
- 1993. Whitechapel Art Gallery, Londres; Malmö Konsthall (Suècia); Centre National d'Art Contemporain de Grenoble
- 1996. NBK, Berlín; Museum Moderner Kunst Stiftung Ludwig, Viena
- 1997. A céu aberto. Museu de Serralves, Porto
- 1999. Muecas. Museu d'Art Contemporani de Barcelona (MACBA), Barcelona
- 2000. Galleria Giorgio Persano, Torino
- La piel de nadie. Galería Senda i Espai 292, Barcelona
- 2001. Sintra Museu de Arte Moderna; Palacio de los Condes de Gabia i Palacio de Dar-al Horra, Granada
- Encens i Mirra. NMAC Montenmedio Arte Contemporáneo. Vejer de la Frontera-Barbate, Cádiz
- 2003. Monastir de Santo Domingo de Silos, MNCARS
- La Linterna I. Montehermoso. Ayuntamiento de Vitoria-Gasteiz
- 2006. Galleria Giorgio Persano, Torino
- David McKee Gallery, New York
- 2007. Proyectos. Susana Solano, Fundación ICO, Madrid
- Un hecho insignificante. Galería Helga de Alvear, Madrid
- 2011. Carmen. Irish Museum of Modern Art, Dublín
- Artefactos. Galería Distrito4, Madrid
- 2012. Trazos colgados. Museo Casa de La Moneda, Madrid
- 2013. Cantata. Homenatge a Eugenio Trías. Universitat Pompeu Fabra, Barcelona
- A mitjan camí - Halfway there. Jack Shainman Gallery 20th Street, New York
- A mitjan camí - Halfway there. Jack Shainman Gallery 24th Street, New York
- 2014. Where´er you walk instal·lació a Great Meadows. Crestwood. KY
- Vol rasant. Fundació Suñol, Barcelona
- Signatures nº 1. Celler Mas Blanch i Jové, La Pobla de Cérvoles

## Obra en museus
- Museu Reina Sofia, Madrid.
- ARTIUM, Vitòria
- Institut Valencià d'Art Modern (IVAM), València
- Museu d'Art Contemporani de Barcelona (MACBA).
- The Utsu-Kushi-Ga-Hara Open Air Museum, Tòquio.
- Museum Malmö Konsthall (Suècia).
- Museu d'Art Modern de Nova York (MoMA), Nova York.
- Moderner Kunst Stiftung Ludwig Museum, Viena.
- Carré d'Art Musée d'Art Contemporain, Nimes.
- Museu Guggenheim, Bilbao.
- Museu Marugame Hirai, Marugame, Japó.
- Banco de España, Madrid.
- CAPC, Bordeus.
- Fattoria di Celle, San Tomasso di Pistoia.
- Fonds National d'Art Contemporain. Centre National des Arts Plastiques, París.
- Sintra Museu de Arte Moderna, Sintra.
- Stedelijk Museum, Amsterdam.
- The Carnegie Museum of Art, Pittsburgh.
- Fundació de Serralves, Porto.
- Fundació "la Caixa", Barcelona.
- Fundació Suñol, Barcelona.
- Museo de Arte Contemporáneo Unión Fenosa, La Corunya.
- Colección ICO, Instituto de Crédito Oficial, Madrid.
- Caja de Galicia, La Corunya.
- Caja Madrid, Madrid.
- MEIAC, Badajoz.
- UNED. Facultad de Psicología, Madrid.
- Musée d'Art Moderne Ville de Céret, Céret.
- NMAC Montenmedio, Vejer de la Frontera-Barbate, Cádiz.
- MACBA Museu d'Art Contemporani de Barcelona, Barcelona.
- Municipi de Paredes, Paredes.
- Bonnefantenmuseum, Maastricht.
- Fattoria di Celle-Spazi d'Arte. Fundació Gori, Santomato di Pistoia.

## Premis i reconeixements
- 1985- Special Prize, atorgat pel Utsukushi-Ga-Hara Open Air Museum a Tòquio
- 1988- Premi Nacional d'Arts Plàstiques d'Espanya
- 1996- Premi de la CEOE a les Arts
- 2011- Premi Tomás Francisco Prieto de la Real Casa de la Moneda